# Theodore Wilbur Anderson
Theodore Wilbur Anderson (Mineápolis, 5 de junio de 1918-Stanford, 17 de septiembre de 2016) fue un matemático y estadístico estadounidense.

## Biografía
Wilbur Anderson se especializaba en el análisis de datos multivariados. Nació en Minneapolis, Minnesota. Estuvo en la facultad de la Universidad de Columbia desde 1946 hasta que se trasladó a la Universidad Stanford en 1967, donde se convirtió en profesor emérito en 1988. Se desempeñó como editor de Annals of Mathematical Statistics de 1950 a 1952. Fue elegido presidente del Instituto de Estadística Matemática en 1962.
El libro de texto de Anderson de 1958, Introducción al análisis multivariado, educó a una generación de teóricos y estadísticos aplicados; enfatiza el contraste de hipótesis mediante pruebas de razón de verosimilitud y las propiedades de la potencia de una prueba estadística: admisibilidad, imparcialidad y monotonicidad. Anderson también es conocido por la prueba de Prueba de Anderson-Darling de si existe evidencia de que una muestra determinada de datos no surgió de una distribución de probabilidad determinada.
También formuló el algoritmo de Anderson-Bahadur junto con Raghu Raj Bahadur, que se utiliza en estadística e ingeniería para resolver problemas de clasificación binaria cuando los datos subyacentes tienen distribuciones normales multivariadas con diferentes matrices de covarianza.
A Wilbur Anderson se le concedió una beca Guggenheim en 1946. En 1949 fue elegido miembro de la Asociación Estadounidense de Estadística y en 1974 de la Academia Estadounidense de las Artes y las Ciencias. Además elegido miembro de la Academia Noruega de Ciencias y Letras. Murió en septiembre de 2016 a la edad de 98 años en Stanford, California, después de sufrir problemas cardíacos.